# Duché de Bydgoszcz et Wyszogród
Entités précédentes :
- Duché d'Inowrocław

Entités suivantes :
- Duché d'Inowrocław

Le duché de Bydgoszcz et Wyszogród, (en polonais : Księstwo bydgosko-wyszogrodzkie) est un ancien duché de la Pologne médiévale. Bydgoszcz en est la capitale.

## Histoire
En octobre ou novembre 1287, à la mort de Siemomysl, duc d'Inowrocław, sa veuve Salomé, fille de Sambor II de Tczew, duc de Poméranie, assure la régence pour ses trois fils mineurs, Leszek, Premysl et Casimir. Elle élève ses trois fils dans l'idée de récupérer ses droits sur le duché de Poméranie.
Przemysl II, roi de Pologne, décède le 8 février 1296. Leszek tente d'en profiter pour s'approprier la Poméranie de Gdansk, mais il échoue et est fait prisonnier. En échange de leur renoncement au duché de Poméranie, Ladislas le Bref qui succède à Przemysl, cède aux trois frères la châtellenie de Wyszogród (pl).
À la mort de Salomé, les trois frères se partagent le patrimoine. Leszek revendique désormais le titre de duc de Cujavie et d'Inowroclaw. Przemysł celui de duc de Cujavie, Wyszogród et Bydgoszcz. Casimir celui de duc Cujavie et Gniewkowo.
Le duché de Bydgoszcz est créé vers la fin de l'année 1314. Leszek gouverne jusqu'en 1324, lorsque, pour des raisons inconnues, il abdique au profit de Przemysl.
En 1327, à la demande de Ladislas le Bref, Przemysl échange son duché, stratégiquement important dans la guerre contre les chevaliers Teutoniques, contre le duché de Sieradz. Le Duché de Bydgoszcz est alors intégré au royaume de Pologne.

## Les ducs de Bydgoszcz
- Leszek (1314-1324)
- Premysl (1324-1327)

## Sources
- (pl) Cet article est partiellement ou en totalité issu de l’article de Wikipédia en polonais intitulé « Księstwo bydgosko-wyszogrodzkie » (voir la liste des auteurs).